# 淨土 (土衛六)
淨土(Ching-tu)是一個土衛六的表面上，大面積的黑暗區域。
淨土最先由卡西尼－惠更斯號發現，並在2006年時獲得命名。

## 外部連結
- USGS Planetary Nomenclature – Titan （页面存档备份，存于）
- USGS Planetary Nomenclature – Titan （页面存档备份，存于）